# Президентские выборы в Замбии (2008)
Досрочные президентские выборы в Замбии проходили 30 октября 2008 года после смерти действующего президента Леви Мванавасы 19 августа 2008 года, поскольку выборы должны были быть назначены в течение 90 дней после смерти действующего президента. Ожидалось, что внутри правящего Движения за многопартийную демократию возникнут внутренние проблемы, поскольку Мванаваса не объявил преемника до своей смерти, но исполняющий обязанности президента Рупиа Банда был избран в качестве кандидата от партии без видимых проблем. Майкл Сата был кандидатом от Патриотического фронта, а Хакаинде Хичилема — кандидатом от Объединённой партии национального развития. Годфри Мийанда баллотировался в качестве кандидата от партии «Наследие».
Выборы проводились для определения президента не на полный пятилетний срок, а только на оставшийся срок до 2011 года. Выборы проходили в одном туре по принципу относительного большинства.
Окончательные результаты были объявлены 2 ноября 2008 года, в результате чего победу одержал Банда с 40,6 % голосов против 38,6 % у Саты. Банда был незамедлительно приведён к присяге в тот же день.

## Предвыборная обстановка
После смерти Мванавасы некоторые задались вопросом, сможет ли Избирательная комиссия Замбии с финансовой точки зрения провести выборы в установленные сроки. Было также высказано предположение, что необходимо будет провести выборы без обновления списка избирателей, но, с другой стороны, использование устаревшего списка избирателей могло вызвать осложнения во время выборов. Избирательная комиссия решила использовать список избирателей на выборах 2006 года из-за нехватки времени. Группа под названием Anti-Vote Rigging, которая была связана с оппозицией, подала дело в Высокий суд, добиваясь решения, которое заставило бы Избирательную комиссию «регистрировать новых избирателей перед выборами, потому что большинство людей будут лишены избирательных прав». 14 октября Высокий суд постановил, что использование старого списка избирателей допустимо из-за нехватки времени.
На пресс-конференции 5 сентября Сата потребовал объявить дату выборов. Исполняющий обязанности президента Рупиа Банда заявил 9 сентября, что выборы состоятся 30 октября 2008 года.
Избирательная комиссия установила бюджет для выборов в размере 240 миллиардов квач (около 75 млн долларов США), а Программа развития Организации Объединенных Наций заявила, что внесёт 11,5 млн долларов США. К 9 сентября многие провинции получили избирательные материалы, распространённые Избирательной комиссией.
Избирательная комиссия напечатала на 600 тыс. бюллетеней больше, чем требовалось, заявив, что они будут использоваться вместо бюллетеней в случае ошибки избирателя. Оппозиция возражала против печати дополнительных бюллетеней, утверждая, что они могут способствовать фальсификации результатов голосования, и призывая к их уничтожению. Избирательная комиссия предложила четырём кандидатам в президенты 15 октября присутствовать на встрече для обсуждения этого вопроса. В ответ на утверждения оппозиции о планах фальсификации выборов в пользу Банды, председатель Избирательной комиссии Флоренс Мумба заявила 22 октября, что комиссия привержена «заслуживающим доверия и приемлемым» выборам и что любые жалобы в отношении выборов будут расследованы.

## Избирательная кампания
27 сентября 2008 года председатель Верховного суда Эрнест Сакала объявил, что четыре кандидата будут баллотироваться на выборах: Банда от Движения за многопартийную демократию, Сата от Патриотического фронта, Хакаинде Хичилема от Объединённой партии национального развития и Мийанда от партии «Наследие» Банда и Сата считались лидерами. Два опроса общественного мнения, проведённые перед выборами, показали, что Сата лидирует; один из них был проведён кенийской компанией Steadman Group и показал, что Сата имеет 40 % поддержки, а Банда — 29 %. 29 октября Движение за многопартийную демократию опубликовало свой опрос, в котором поддержка Банды составила 42-46 %, а поддержка Саты — 31-35 %.

## Результаты
| Кандидат                            | Кандидат                            | Партия                                     | Голоса    | %     |
| ----------------------------------- | ----------------------------------- | ------------------------------------------ | --------- | ----- |
|                                     | Леви Мванаваса                      | Движение за многопартийную демократию      | 718 359   | 40,63 |
|                                     | Майкл Сата                          | Патриотический фронт                       | 683 150   | 38,64 |
|                                     | Хакаинде Хичилема                   | Объединённая партия национального развития | 353 018   | 19,96 |
|                                     | Годфри Мийанда                      | Партия Наследие                            | 13 683    | 0,77  |
| Всего                               | Всего                               | Всего                                      | 1 768 210 | 100   |
| Действительных бюллетеней           | Действительных бюллетеней           | Действительных бюллетеней                  | 1 768 210 | 98,68 |
| Недействительных/пустых бюллетеней  | Недействительных/пустых бюллетеней  | Недействительных/пустых бюллетеней         | 23 596    | 1,32  |
| Всего голосов                       | Всего голосов                       | Всего голосов                              | 1 791 806 | 100   |
| Зарегистрированных избирателей/Явка | Зарегистрированных избирателей/Явка | Зарегистрированных избирателей/Явка        | 3 944 135 | 45,43 |
| Источник: ECZ                       |                                     |                                            |           |       |